# VM i landevejscykling 2021
VM i landevejscykling 2021 var den 94. udgave af VM i landevejscykling. Det foregik fra 19. til 26. september 2021 i den belgiske region Flandern.
I januar 2018 meldte Flandern sit kandidatur som arrangør af arrangementet, og den flamske regering havde fået bevilget 3,5 millioner euro til det. I slutningen af september samme år meddelte UCI at verdensmesterskaberne skulle afholdes i Flandern, som bliver betegnet som “cykelsportens hjerte”. Det markerede samtidigt hundredeåret for det første verdensmesterskab, som blev afholdt i København i 1921. Det var syvende gang at Flandern afholdt et VM, hvor VM i 2002 i Heusden-Zolder var seneste gang.
Enkeltstarterne havde start i Knokke-Heist og mål i centrum af Brugge. De to linjeløb for juniorerne havde start og mål i Leuven, mens de resterende tre linjeløb startede i Antwerpen og sluttede i Leuven. I alt blev der afviklet 11 løb.

## Program
| Dato                   | Løb                    | Start         | Mål           | Distance      |               |               |
| Enkeltstarter          | Enkeltstarter          | Enkeltstarter | Enkeltstarter | Enkeltstarter | Enkeltstarter | Enkeltstarter |
| ---------------------- | ---------------------- | ------------- | ------------- | ------------- | ------------- | ------------- |
| Søndag 19. september   | Herrer - Elite         | Knokke-Heist  | Brugge        | 43,3 km       |               |               |
| Mandag 20. september   | Herrer - U23           | Knokke-Heist  | Brugge        | 30,3 km       |               |               |
| Mandag 20. september   | Damer - Elite          | Knokke-Heist  | Brugge        | 30,3 km       |               |               |
| Tirsdag 21. september  | Damer - Junior         | Knokke-Heist  | Brugge        | 19,3 km       |               |               |
| Tirsdag 21. september  | Herrer - Junior        | Knokke-Heist  | Brugge        | 22,3 km       |               |               |
| Blandet holdløb-stafet |                        |               |               |               |               |               |
| Onsdag 22. september   | Blandet holdløb-stafet | Knokke-Heist  | Brugge        | 44,5 km       |               |               |
| Landevejsløb           |                        |               |               |               |               |               |
| Fredag 24. september   | Herrer - Junior        | Leuven        | Leuven        | 121,4 km      |               |               |
| Fredag 24. september   | Herrer - U23           | Antwerpen     | Leuven        | 160,9 km      |               |               |
| Lørdag 25. september   | Damer - Junior         | Leuven        | Leuven        | 75 km         |               |               |
| Lørdag 25. september   | Damer - Elite          | Antwerpen     | Leuven        | 157,7 km      |               |               |
| Søndag 26. september   | Herrer - Elite         | Antwerpen     | Leuven        | 268,3 km      |               |               |

## Resultater

### Herrer
| Event           | Guld                                  | Guld       | Sølv                                  | Sølv     | Bronze                             | Bronze   |
| --------------- | ------------------------------------- | ---------- | ------------------------------------- | -------- | ---------------------------------- | -------- |
| Herrer - Elite  |                                       |            |                                       |          |                                    |          |
| Linjeløb        | Julian Alaphilippe · Frankrig (FRA)   | 5t 56' 34" | Dylan van Baarle · Holland (NED)      | + 32"    | Michael Valgren · Danmark (DEN)    | + 32"    |
| Enkeltstart     | Filippo Ganna · Italien (ITA)         | 47' 47,83" | Wout van Aert · Belgien (BEL)         | + 5,37"  | Remco Evenepoel · Belgien (BEL)    | + 43,34" |
| Herrer - U23    |                                       |            |                                       |          |                                    |          |
| Linjeløb        | Filippo Baroncini · Italien (ITA)     | 3t 37' 36" | Biniam Girmay · Eritrea (ERI)         | + 2"     | Olav Kooij · Holland (NED)         | + 2"     |
| Enkeltstart     | Johan Price-Pejtersen · Danmark (DEN) | 34' 29,75" | Lucas Plapp · Australien (AUS)        | + 10,24" | Florian Vermeersch · Belgien (BEL) | + 11,39" |
| Herrer - Junior |                                       |            |                                       |          |                                    |          |
| Linjeløb        | Per Strand Hagenes · Norge (NOR)      | 2t 43' 48" | Romain Grégoire · Frankrig (FRA)      | + 19"    | Madis Mihkels · Estland (EST)      | + 24"    |
| Enkeltstart     | Gustav Wang · Danmark (DEN)           | 25' 37,42" | Joshua Tarling · Storbritannien (GBR) | + 20,20" | Alec Segaert · Belgien (BEL)       | + 29,48" |

### Damer
| Event          | Guld                                 | Guld       | Sølv                                 | Sølv     | Bronze                               | Bronze   |
| -------------- | ------------------------------------ | ---------- | ------------------------------------ | -------- | ------------------------------------ | -------- |
| Damer - Elite  |                                      |            |                                      |          |                                      |          |
| Linjeløb       | Elisa Balsamo · Italien (ITA)        | 3t 52' 27" | Marianne Vos · Holland (NED)         | + 0"     | Katarzyna Niewiadoma · Polen (POL)   | + 1"     |
| Enkeltstart    | Ellen van Dijk · Holland (NED)       | 36' 05,28" | Marlen Reusser · Schweiz (SUI)       | + 10,29" | Annemiek van Vleuten · Holland (NED) | + 24,02" |
| Damer - Junior |                                      |            |                                      |          |                                      |          |
| Linjeløb       | Zoe Bäckstedt · Storbritannien (GBR) | 1t 55' 33" | Kaia Schmid · USA (USA)              | + 0"     | Linda Riedmann · Tyskland (GER)      | + 57"    |
| Enkeltstart    | Alena Ivantjenko · Rusland (RUS)     | 25' 05,49" | Zoe Bäckstedt · Storbritannien (GBR) | + 10,64" | Antonia Niedermaier · Tyskland (GER) | + 25,32" |

### Mixed
| Event          | Guld                                                                                               | Guld       | Sølv | Sølv     | Bronze | Bronze   |
| -------------- | -------------------------------------------------------------------------------------------------- | ---------- | --- | -------- | --- | -------- |
| Holdtidskørsel | Tyskland · Lisa Brennauer · Lisa Klein · Mieke Kröger · Nikias Arndt · Tony Martin · Max Walscheid | 50' 49,10" | Holland · Annemiek van Vleuten · Ellen van Dijk · Riejanne Markus · Koen Bouwman · Bauke Mollema · Jos van Emden | + 12,79" | Italien · Marta Cavalli · Elena Cecchini · Elisa Longo Borghini · Edoardo Affini · Filippo Ganna · Matteo Sobrero | + 37,74" |

## Medaljeoversigt
*   Værtsnation ( Belgien)
| Rank               | Nation             | Guld | Sølv | Bronze | Total |
| ------------------ | ------------------ | ---- | ---- | ------ | ----- |
| 1                  | Italien            | 3    | 0    | 1      | 4     |
| 2                  | Danmark            | 2    | 0    | 1      | 3     |
| 3                  | Holland            | 1    | 3    | 2      | 6     |
| 4                  | Storbritannien     | 1    | 2    | 0      | 3     |
| 5                  | Frankrig           | 1    | 1    | 0      | 2     |
| 6                  | Tyskland           | 1    | 0    | 2      | 3     |
| 7                  | Norge              | 1    | 0    | 0      | 1     |
| 7                  | Rusland            | 1    | 0    | 0      | 1     |
| 9                  | Belgien*           | 0    | 1    | 3      | 4     |
| 10                 | Australien         | 0    | 1    | 0      | 1     |
| 10                 | Eritrea            | 0    | 1    | 0      | 1     |
| 10                 | Schweiz            | 0    | 1    | 0      | 1     |
| 10                 | USA                | 0    | 1    | 0      | 1     |
| 14                 | Estland            | 0    | 0    | 1      | 1     |
| 14                 | Polen              | 0    | 0    | 1      | 1     |
| Total (15 nations) | Total (15 nations) | 11   | 11   | 11     | 33    |